# کوکرین، شیلی
کوکرین، شیلی (به اسپانیایی: Cochrane, Chile) یک سکونتگاه مسکونی در شیلی است که در Capitán Prat Province واقع شده‌است.

## خصوصیات
کوکرین ۸٬۹۳۰٫۵ کیلومترمربع مساحت و ۲٬۹۷۶ نفر جمعیت دارد و ۱۹۹ متر بالاتر از سطح دریا واقع شده‌است.